# 约翰·安德森 (动物学家)
约翰·安德森，FRS（英語：John Anderson，1833年10月4日—1900年8月15日），苏格兰动物学家。

## 生平
安德森出生于爱丁堡，1861年自爱丁堡大学医学系毕业，不过他的论文是关于动物学方面的研究。毕业后他在爱丁堡的自由教会学院（Free Church College）教了两年书，此后于1864年前往印度。在加尔各答期间他支持当地动物园的建设。1865年起出任加尔各答印度博物馆（Indian Museum）的首任馆长，直到地1887年为止。他在印度期间还曾多次前往中国与缅甸进年探险。1867年他作为一位自然学家随司拉登（Edward Bosc Sladen）探险队前往上缅甸及云南。1876年至1876年间又随柏郎（Horace Browne）探险队前往相同地区，不过由于前往迎接的英国驻华使馆官员马嘉理被杀而退回缅甸。此后他还曾与1881年至1882年间随印度博物馆探险队前往缅甸丹老群岛。
在回到英国后他收集了许多埃及动物，并写成《埃及动物学》（Zoology of Egypt）一书。1900年在巴克斯顿逝世。
一种学名为Sacculina andersoni的蟹奴属动物便是以他的名字命名的。